# Halotan
Halotanul (în engleză Halothane) este un derivat al etanului, care a fost sintetizat pentru prima oară în anul 1951, la firma engleză Imperial Chemical Industries de către Charles Suckling, și a fost pus pe piață cu denumirea comercială Fluothane. 
Din anul 1956 este folosit ca narcotic, prin inhalare. Halotanul utilizat ca narcotic poate duce la hipertermii maligne, care se manifestă prin creșterea temperaturii corporale, palpitații cardiace, contracții musculare, creștere a concentrației de dioxid de carbon în sânge care duce la reducerea pH-ului (acididitate). La apariția acestor simptome se întrerupe imediat administrarea în continuare a narcoticului și se administrează urgent dantrolen. Prin administrarea de dantrolen s-a reușit scăderea incidentelor mortale cauzate de halotan.
În prezent halotanul este înlocuit în Europa și SUA cu alte narcotice apărute ulterior, ca isofluran, sevofluran și desfluran.

## Obținerea halotanului
Pe scară industrială, halotanul se obține din combinarea tricloroetilenei cu HF în prezența tricloridului de atimon la o temperatura de 130 °C, apoi acesta reacționeză cu bromul la o temperatura de 450 °C.

Halotanul este un lichid incolor volatil cu miros dulceag. Fiind sensibil la lumină, el se păstrează în sticle brune. Halotanul este solubil în grăsimi, sânge, în acesta din urmă se descompune repede, din care cauză a fost folosit prin inhalare ca narcotic. La inhalații era folosit în concentrații între 0,5 - 1%. Efectele nedorite ale narcoticului erau scăderea presiunii sanguine, toxic hepatic, din care cauză era utilizat numai o dată la trei luni, și în unele cazuri producea febră malignă.